# Al-Dżalabijja
Al-Dżalabijja (arab. الجلبية) – wieś w Syrii, w muhafazie Aleppo. W 2004 roku liczyła 411 mieszkańców.